# Добошар (лист)
Добошар је рукописни омладински хумористички часопис који је излазио током 1941. године у Београду. Уређивали су га ученици Треће мушке реалне гимназије (данас Треће мушке реалне гимназије). Часопис је излазио два пута месечно Његово излажење вероватно је прекинуто бомбардовањем Београда, 6. априла 1941.

## Историјат
Добошар је рукописни омладински хумористички часопис који је излазио почетком 1941. године у Београду, а чије је престанак рада, по свему судећи, проузроковало нацистичко бомбардовање, од 6. априла. Његов оснивач и власник, био је ученик првог разреда Треће мушке реалне гимназије, Слободан Д. Живојиновић, док су уредници били његови школски другови, ученици исте гимназије. Часопис је излазио два пута месечно, сваког 1. и 15. у месецу.

### Друштвени контекст у ком је настаоДобошар
Крајем 19. века, у жељи да привуку што већи број читалаца, настале су и веома популарне хумористичко-сатиричке новине, које су најчешће имале политичку подлогу, али је било је и таквих које су издаване без икаквих политичких претензија, само ради забаве и разоноде или из жеље да се аутори окушају на пољу публицистике. Међу њима се издвајају они који су чак у целини писани и цртани руком. Српска рукописна периодика настајала је онда када није било других могућности да се писана реч приближи читаоцу, најчешће у ратним условима, ванредним околностима или у тренуцима материјалне, логистичке и техничке оскудице. Један од таквих рукописних новина био је и хумористички лист Добошар, осмишљен и уређиван од стране београдских гимназијалаца.
Рукописна периодика, односно рукописне новине су претеча штампаних. Годином појаве новина у Европи се сматра 1605. година, када се у Стразбуру појавило прво штампано издање. Издавач и уредник био је Јохан Каролус, који је пре тога издавао рукописне новине. У најпознатију рукописну периодику спадају рукописне „рововске новине” из Првог светског рата. Међу њима су и оне које су српски војници писали на Солунском фронту, какав је лист Антена. У овим „рововским новинама”, било да су излазиле у штампаном или рукописном издању, хумор је коришћен у свим формама.

## Изглед часописа
На основу сачуваног другог броја Добошара, од 1. марта 1941, може се видети да је часопис писан ћирилицом, са илустрацијом која представља својеврстан лого листа. То је карикатура средовечног човека са добошем уместо торзоа и палицама у рукама.
Часопис је литографисан, а отисак је љубичасте боје на белом паус папиру без линија. Текст је писан једностубачно и двостубачно, писаним и штампаним словима ћирилице. Часопис је датиран, а стране нумерисане.